# Coyotes de Santurtzi 2018
Questa voce raccoglie le informazioni riguardanti i Coyotes de Santurtzi nelle competizioni ufficiali della stagione 2018.

## LNFA Serie A 2018

### Stagione regolare
| Gijón 13 gennaio 2018, ore 15:00 | Gijón Mariners | 40 – 13 referto | Coyotes de Santurtzi | Complejo Deportivo Las Mestas |

| Santurtzi 21 gennaio 2018, ore 11:00 | Coyotes de Santurtzi | 0 – 26 referto | Osos de Rivas | IMD Santurtzi |

| Las Rozas de Madrid 10 febbraio 2018, ore 17:00 | Las Rozas Black Demons | 41 – 0 referto | Coyotes de Santurtzi | Campo de Rugby El Cantizal |

| Santurtzi 18 febbraio 2018, ore 11:00 | Coyotes de Santurtzi | 20 – 0 referto | Santiago Black Ravens | Polideportivo Municipal de Santurtzi Mikel Trueba |

| Santurtzi 4 marzo 2018, ore 11:00 | Coyotes de Santurtzi | 20 – 27 referto | Gijón Mariners | Polideportivo Municipal de Santurtzi Mikel Trueba |

| Rivas-Vaciamadrid 10 marzo 2018, ore 16:00 | Osos de Rivas | 55 – 0 referto | Coyotes de Santurtzi | Polideportivo Cerro del Telégrafo |

| Santurtzi 8 aprile 2018, ore 11:00 | Coyotes de Santurtzi | 0 – 54 referto | Las Rozas Black Demons | Polideportivo Municipal Mikel Trueba |

| Santiago di Compostela 15 aprile 2018, ore 12:00 | Santiago Black Ravens | 20 – 48 referto | Coyotes de Santurtzi | Campo de fútbol municipal de As Cancelas |

### Playoff
| Gijón 29 aprile 2018, ore 12:00 | Gijón Mariners | 50 – 0 referto | Coyotes de Santurtzi | Complejo Deportivo Las Mestas |

## Statistiche di squadra
| Competizione      | %Vittorie | In casa | In casa | In casa | In casa | In casa | In casa | In trasferta | In trasferta | In trasferta | In trasferta | In trasferta | In trasferta | Totale | Totale | Totale | Totale | Totale | Totale |
| Competizione      | %Vittorie | G       | V       | N       | P       | Pf      | Ps      | G            | V            | N            | P            | Pf           | Ps           | G      | V      | N      | P      | Pf     | Ps     |
| ----------------- | --------- | ------- | ------- | ------- | ------- | ------- | ------- | ------------ | ------------ | ------------ | ------------ | ------------ | ------------ | ------ | ------ | ------ | ------ | ------ | ------ |
| Stagione regolare | .250      | 4       | 1       | 0       | 3       | 40      | 107     | 4            | 1            | 0            | 3            | 61           | 156          | 8      | 2      | 0      | 6      | 101    | 263    |
| Playoff           | .000      | 0       | 0       | 0       | 0       | 0       | 0       | 1            | 0            | 0            | 1            | 0            | 50           | 1      | 0      | 0      | 1      | 0      | 50     |
| Totale            | .222      | 4       | 1       | 0       | 3       | 40      | 107     | 5            | 1            | 0            | 4            | 61           | 206          | 9      | 2      | 0      | 7      | 101    | 313    |